# 藤森多哉
藤森 多哉（ふじもり たや、1992年9月17日 - ）は、日本の女性声優。神奈川県出身。尾木プロ THE NEXT（ジュニア）所属。

## 人物
趣味はサッカー観戦。特技はボディセラピー。

## 出演作品

### テレビアニメ
2008年
- ヴァンパイア騎士（新藤撫子）- 2シリーズ
- GUNSLINGER GIRL -IL TEATRINO-（マリア・マキャベリ）
- ドルアーガの塔 シリーズ（2008年 - 2009年、ウー・ルー）- 2シリーズ

2013年
- 八犬伝―東方八犬異聞―（剛輝）

2014年
- 蟲師 続章（子供）

2017年
- ネト充のススメ（Nico）

### ゲーム
- 輝星のリベリオン（セレス・エアリル）

### 舞台
- 湘南テアトロ☆デラルテ
  - いつでもマリハナ
  - 明日ハレルヤ
  - ｐｅｇ－１０（ペグテン！）～それでも人生は続いていく～